# ترويكا (مركبة)

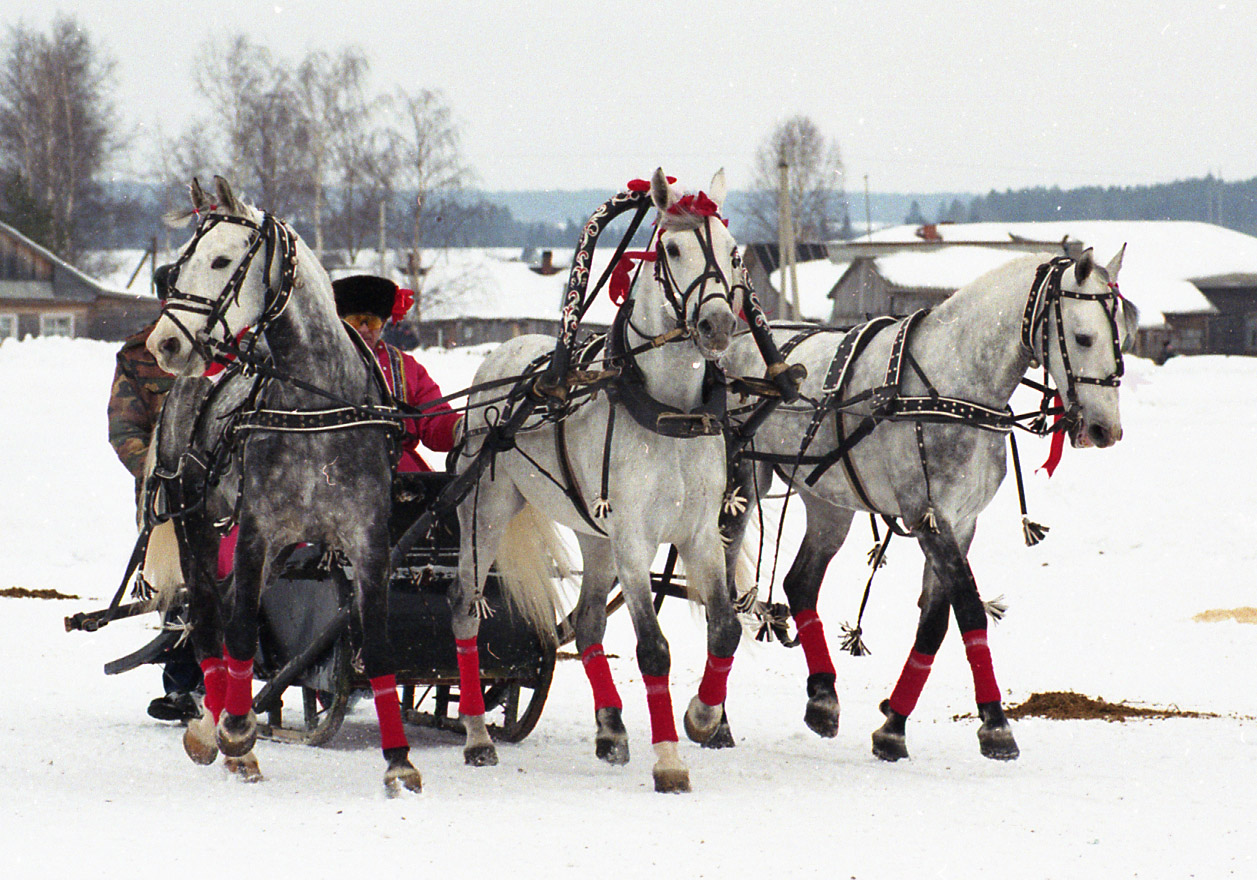
عربة الترويكا

الترويكا عربة خفيفة تجرها ثلاثة جياد. وقد استخدم مصطلح الترويكا الذي يعني في الروسية المجموعة الثلاثية على الخطة (عام 1960م) التي اقترحها الاتحاد السوفييتي السابق، وهي أن يتولى رئاسة الاتحاد السوفييتي ثلاثة أشخاص في منصب السكرتير العام بدلاً من واحد.
مصطلح «الترويكا» يستخدم أحيانا للإشارة إلى أي فريق من ثلاثة أحصنة تسخر جنبا إلى جنب، بغض النظر عن أسلوب تسخيرها.
أقصى سرعة يمكن أن تصل إليها الترويكا 45-50 كيلومترا في الساعة (28-31 ميلا في الساعة)، وهي سرعة كانت عالية جدا للمركبات في القرنين السابع عشر والثامن عشر، ما يجعل الترويكا ترتبط ارتباطا وثيقا بالمركوب السريع.
وقد جعلت الترويكا في روسيا خلال القرن السابع عشر تستخدم لتسليم البريد ثم بعد أن أصبحت شائعة الاستخدام في أواخر القرن الثامن عشر. تم استعمالها للسفر على مراحل حيث يمكن تبادل فرق من الخيول المتعبة بحيوانات جديدة لنقل الأحمال لمسافات طويلة.
ومنذ ذلك الزمن بات وجود 3 مسؤولين عن القرار في أي هيئة أو شركة يسمى ترويكا. ومن قادة الترويكا في روسيا نيكيتا خروتشوف.